# آرویلار
آرویلار (به فرانسوی: Arvillard) یک کمون در فرانسه است که در canton of La Rochette واقع شده‌است. آرویلار ۲۹٫۲۸ کیلومتر مربع مساحت دارد.